# شهرستان دونگشان
شهرستان دونگشان (به لاتین: Dongshan County) یک منطقهٔ مسکونی در چین است که در جانگجاو واقع شده‌است. شهرستان دونگشان ۱۹۴ کیلومتر مربع مساحت و ۲۰۰٬۰۰۰ نفر جمعیت دارد.